# Pompe Hedengren
Jan Pontus "Pompe" Hedengren, född den 28 mars 1969 i Vällingby i Stockholm, är en svensk formgivare. Han studerade grafisk design på Konstfack i Stockholm för att sedan arbeta som art director på ett antal magasin.
1996–2001 arbetade Hedengren som art director på Dagens Nyheter, vilket resulterade i 84 designutmärkelser. Han har undervisat i kommunikation och design på Beckmans Designhögskola, Konstfack och Berghs School of Communication. Hedengren är grundare av och creative director på Stockholm Graphics.
2010 formgav Hedengren typsnittet ”Sashimi” för My Fonts. 2013 ställde Hedengren ut textila mönster på Svenska ambassaden i Tokyo. Hedengren blev 2015 invald i Stockholms typografiska gille.
Hedengren har genom sin formgivning av magasin, böcker, grafiska identiteter och hemsidor erhållit 758 internationella designutmärkelser.
Han är gift med författaren och illustratören Stina Wirsén.

## Utmärkelser och priser
- Årets redesign – Sveriges tidskrifter
- Årets tidskrift – Sveriges tidskrifter (2 st)
- Årets AD – Sveriges tidskrifter
- Utmärkt svensk Form (2 st)
- Svenska Designpriset (6 st)
- Svenska Publishingpriset (7 st)
- Kolla! Svenska Tecknares pris Silver, Editorial Design
- A4 Redesign Award
- Svensk bokkonst[förtydliga]
- Society of News Design:  Juryns specialpris (1 st)  Guld (3 st)  Silver (2 st)  Award of Excellence (18 st)
- Creativity International Award (2 st)

## Magasin i urval – art direction
- Ultra Magazine
- Citynytt
- Dagens Nyheter
- BLM – Bonniers Litterära Magasin
- Resumé
- Kollega
- Pedagogiska Magasinet
- Tidningen Vi
- Designtidskriften Form
- Stockholms Stadsteater
- Statens Fastighetsverk, Kulturvärden
- Resemagasinet Äventyr
- Rädda Barnens magasin Barn
- Kungliga Operan

## Bokomslag i urval
- Trilogin Torka aldrig tårar utan handskar av Jonas Gardell
- Beat – Poesi och prosa från beatgenerationen
- LEX BOK av Sara Kadefors
- När svenska pojkar började dansa av Karolina Ramqvist
- Ur balans av Alexander Perski
- Den hemliga gästen av ...anonym
- Mitt liv som Ulf av Ulf Stark
- Sandor slash Ida av Sara Kadefors
- I skuggan av ett brott av Helena Henschen
- Avväpna Irak av Hans Blix
- Trilogin; Erövraren, Upptäckaren och Förföraren av Jan Kjaerstad